# Smilisca puma
Smilisca puma es una especie de anfibio anuro de la familia Hylidae.

## Distribución geográfica
Esta especie habita entre los 15 y 520 m s. n. m. en el norte de Costa Rica y el sur de Nicaragua.

## Publicación original
- Cope, 1885 "1884" : Twelfth contribution to the herpetology of tropical America. Proceedings of the American Philosophy Society, vol. 22, p. 167-194[5]